# Ilirnei
Ilirnei (en rus, Илирней) és un poble del districte autònom de Txukotka, a Rússia.

## Demografia
| Evolució demogràfica | Evolució demogràfica | Evolució demogràfica | Evolució demogràfica | Evolució demogràfica |
| 2008                 | 2009                 | 2010                 | 2011                 | 2012                 |
| -------------------- | -------------------- | -------------------- | -------------------- | -------------------- |
| 299                  | 304                  | 300                  | 281                  | 280                  |